# Schlangenwall

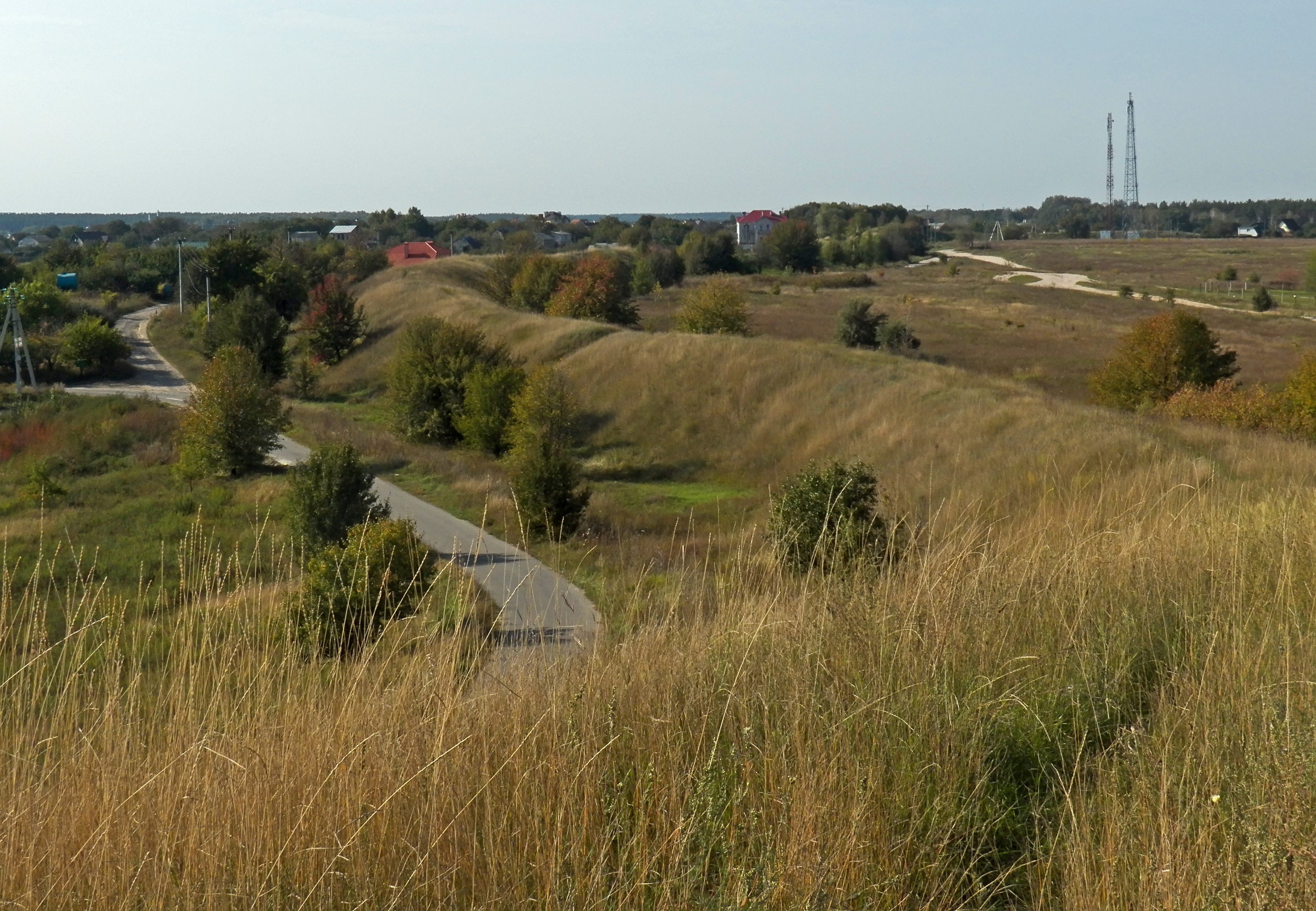
Schlangenwall bei Iwankowytschi

Schlangenwall (ukrainisch Змієві вали; russisch Змиевы валы) ist eine Landmarke im Norden der Ukraine, in der Nähe von Kiew. Sie umfasst ein älteres System der Fortifikationswälle und eine modernere Befestigung aus dem Zweiten Weltkrieg.
Die älteren Wälle sind mit der Radiokohlenstoffmethode vom 2. Jahrhundert v. Chr. bis zum 7. Jahrhundert n. Chr. datiert. Welches Volk sie gebaut hat, ist nicht eindeutig bekannt. Hypothesen sprechen von Sarmaten, Ostgoten und frühen Ostslawen (Anten). Die Wälle sollten offensichtlich vor den Nomaden aus südlichen Steppen schützen. Die bekannten Reste der Wälle haben eine Länge von insgesamt 1000 Kilometern.
In der Epoche der Kiewer Rus wurden die Schlangenwälle unter Großfürst Wladimir dem Großen und seinen Nachfolgern ausgebaut. Neuere Abschnitte enthalten im Inneren hölzerne Rümpfe, die die Erdwälle um sie herum stabilisieren. Die Höhe der mittlerweile stark erodierten Schlangenwälle betrug etwa 8 bis 10 m. Wissenschaftler äußerten die Vermutung, dass auf den Schlangenwällen zu Wladimirs Zeiten hölzerne Befestigungen vorhanden waren. Entlang der Schlangenwälle ziehen sich auf der südlichen Seite Spuren von einem Graben.